# Mount Bodys
Mount Bodys ist ein 1220 m (nach Angaben des UK Antarctic Place-Names Committee etwa 1300 m) hoher und zugleich der östlichste Berg der westantarktischen Adelaide-Insel. Er ist abgesehen von kleinen Felsvorsprüngen an der Südflanke komplett von Eis bedeckt.
Teilnehmer der Fünften Französischen Antarktisexpedition (1908–1910) des Polarforschers Jean-Baptiste Charcot kartierten ihn erstmals im Jahr 1909. Der Falkland Islands Dependencies Survey (FIDS) nahm 1948 eine neuerliche Vermessung vor und benannte ihn später nach William Stuart Bodys (* 1921), Mechaniker des FIDS für dessen Flugzeug des Typs Noorduyn Norseman im Jahr 1950.